# الكلية الملكية لأطباء الأسنان في كندا
الكلية الملكية لأطباء الأسنان في كندا (بالفرنسية: Collège royal des chirurgiens dentistes du Canada)‏ هي الكلية التنظيمية التي تدير الامتحانات لأخصائيي الأسنان المؤهلين في كندا. مقرها في تورونتو.
تم تأسيس الكلية في عام 1965 لتعزيز مستويات عالية من التخصص في مهنة طب الأسنان والاعتراف بأخصائين طب الأسنان المدربين بشكل صحيح. ومن المعروف أن الامتحانات الحالية باسم امتحان التخصص الوطني لطب الأسنان. يؤدي النجاح إلى الحصول علي الزمالة الكلية الملكية.

## روابط خارجية
- الكلية الملكية لأطباء الأسنان في كندا